# رودولف ماته
رودولف ماته (به لهستانی: Rudolph Maté) کارگردان، فیلمبردار و تهیه‌کننده فیلم لهستانی بود که ۵ بار نامزد دریافت جایزهٔ اسکار بهترین فیلمبرداری شد.

## زندگی
متولد ۱۸۹۸ در کراکوف، بعد از تحصیل هنر در دانشگاه بوداپست، در سال ۱۹۱۹ میلادی در مقام دستیار فیلمبردار به الکساندر کوردا ملحق شد. بعد از مدتی از بوداپست به وین و بعد به برلین رفت و سپس در ۱۹۲۳ با اریش پومر همکاری کرد تا اینکه در سال ۱۹۲۸ میلادی مصائب ژاندارک را در پاریس فیلمبرداری کرد و پس از آنکه در کشورهای مختلف به کارش ادامه داد، در سال ۱۹۳۴ میلادی راهی هالیوود شد و پس از سال‌ها تجربه در زمینه‌های مختلف فیلمسازی، در سال ۱۹۴۸ میلادی برای اولین بار به کارگردانی فیلم پرداخت. 

## مرگ
در ۲۷ اکتبر ۱۹۶۴، ماته بر اثر حمله قلبی در خانه خود در بورلی هیلز در سن ۶۶ سالگی درگذشت. 

## فیلم‌بردار
1. مصائب ژاندارک (۱۹۲۸)
2. وامپیر یا ماجرای عجیب آلن گری (۱۹۳۲)
3. لیلیوم (۱۹۳۳)
4. آخرین میلیادر (۱۹۳۴)
5. سرباز حرفه‌ای (۱۹۳۶)
6. دادزورث (۱۹۳۶)
7. بیا برش دار! (۱۹۳۶)
8. روابط ما (۱۹۳۶)
9. استلا دالاس (۱۹۳۷)
10. ماجرای عشقی (۱۹۳۹)
11. خبرنگار خارجی (۱۹۴۰)
12. همسر دلخواه من (۱۹۴۰)
13. بودن یا نبودن (۱۹۴۲)
14. صحرا (۱۹۴۳)
15. دختر روی جلد (۱۹۴۴)
16. گیلدا (۱۹۴۶)

## کارگردان
1. گذشتهٔ تاریک (۱۹۴۹)
2. نشان دار (۱۹۴۹)
3. برخورد دنیاها (۱۹۵۱)
4. پرنسس دزد (۱۹۵۱)
5. دستکش سبز (۱۹۵۲)
6. پولا (۱۹۵۲)
7. قمارباز میسیسیپی (۱۹۵۳)
8. فرصت دوم (در تهران:دومین شانس ۱۹۵۳)
9. ممنوع (۱۹۵۳)
10. محاصرهٔ رود سرخ (۱۹۵۴)
11. سپر سیاه فالورث (۱۹۵۴)
12. مردان خشن (۱۹۵۵)
13. افق دوردست (۱۹۵۵)
14. سال‌های روهاید (۱۹۵۶)
15. معجزه در باران (۱۹۵۶)
16. بندر آفریقا (۱۹۵۶)
17. سه آدم خشن (۱۹۵۷)
18. برای اولین بار (۱۹۵۹)
19. ریواک، بردهٔ کارتاژ (در تهران: خشم ریواک ۱۹۶۰)
20. سیصد اسپارتی (۱۹۶۲)
21. سلطان هفت دریا (۱۹۶۳)